# Уильямс, Кен (программист)
Кен Уильямс (англ. Ken Williams) — американский разработчик игр, основавший вместе со своей женой Робертой Уильямс компанию On-Line Systems, позже переименованную в Sierra On-Line, а затем — Sierra Entertainment. Кен и Роберта были одними из наиболее влиятельных людей в развитии жанра графических приключенческих игр. На пике развития в Sierra работало около 1000 человек.

## Биография

### Ранние годы
Уильямс родился 30 октября 1954 года в Сими-Валли. Он женился на Роберте Уильямс в 19 лет, в 1972 году, их ранний вклад в индустрию компьютерных игр частично зафиксирован в книге Хакеры: Герои компьютерной революции. Он написал учебник по компьютерной графике для Apple II, названный Apple II Computer Graphics и несколько статей для журнала Softline.

### Sierra On-Line
Уильямсы основали компанию On-Line Systems в 1979 году. Известный онлайн-сервис Sierra Entertainment в 1994 году приобрела AT&T. Кен оставался президентом Sierra вплоть до продажи CUC International в июле 1996, однако больше года он продолжал оставаться одним из ответственных за общую стратегию развития компании. Vivendi (ныне Activision Blizzard после слияния Vivendi Games и Activision) принадлежат права на торговую марку Sierra.
Как директор Уильямс занимался в основном инновациями. «Не знаю, насколько я типичный гендиректор… бо́льшую часть времени я занимался выпускаемой продукцией… Для меня главное — это возможность создать классный продукт. Любая игра, которая не становится произведением искусства, оставляет конкурентам шанс сделать лучшую игру» (англ. I'm not sure how typical I am of other CEOs ...most of my time is spent looking at product ... To me, everything is about being able to build awesome product ... Any game which does not push the state of the art leaves an opportunity for a competitor's game to look better).
В последние годы Sierra стала издавать игры других студий, в том числе Half-Life компании Valve. Уильямс говорил: "К тому времени, как я решил, что было бы неплохо создавать игры этого жанра (FPS), мы остались слишком далеко позади. Все крепки задним умом, сейчас я понимаю, что всё испортил, когда мог купить id и не сделал этого… Valve — первая студия, с которой я говорил и которые могли помочь Sierra вырваться вперёд id. (англ. By the time I decided we wanted into the genre, we were too far behind. With 20/20 hindsight, I blew it when I had the chance to buy id and didn't ... Valve was the first group I had spoken with that could put Sierra in front of id).
Уильямс сообщал, что на бизнес-модель Sierra повлияли Microsoft и The Walt Disney Company, он утверждает, что прочёл все книги, посвящённые им.

### Последние годы
Уильямс перестал заниматься играми, переключившись на писательство, поддержку инструмента для создания веб-сайтов Talkspot, который должен облегчить владельцам малого бизнеса общаться с клиентами. Он опубликовал три книги о хождении под парусом, рассказав в них о своём кругосветном путешествии вместе с Робертой на яхте Nordhavn. Кроме того, он ведёт блог, названный просто Ken’s Blog.

## Появления в играх
Уильямс известен своими характерными усами и причёской. Их можно увидеть в нескольких играх Sierra; два из таких камео — вождь Кенееваувау с острова Нонтунит и рассказывающий скучные шутки Уильямс из игр серии Ларри в выходном костюме), рабочий компании Scumsoft из Space Quest III: The Pirates of Pestulon, а также Кенни (англ. Kenny the Kid) в Freddy Pharkas: Frontier Pharmacist.

## Личная жизнь
Кен женился на Роберте в возрасте 19 лет спустя два года после знакомства. У них двое детей: D.J. (1973 года рождения) и Крис (1979 года рождения). У Уильямсов имеется недвижимость в Сиэтле, Франции и Мексике.